# Le Régiment des mandolines
Le Régiment des mandolines est une chanson française composée en 1946 par Henri Betti avec des paroles de Maurice Vandair. Elle a été déposée à la Sacem le 3 octobre 1946 et éditée par Méridian.

## Histoire
Henri Betti et Maurice Vandair ont écrit la chanson pour l'opérette Mam'zelle Printemps qui était mise en scène par Maurice Poggi au Théâtre Moncey. Dans l'opérette, cette chanson était interprétée par Lily Fayol.
Maurice Vandair a d'abord écrit le départ : En avant le régiment des mandolines pour qu'Henri Betti écrive la musique dessus.

## Liste des pistes
78 tours - Odeon 281.754 enregistré le 30 octobre 1946 avec une orchestration de Camille Sauvage.
A. Je valsais (musique de René Jonard et paroles de Jean Guigo)
B. Le Régiment des mandolines

## Reprises
La chanson a été enregistrée par les accordéonistes Frédo Gardoni, Maurice Larcange, Willy Staquet, André Verchuren, Louis Ferrari et Robert Trabucco et l'orchestre de Joël Schmitt.
Le 8 novembre 1946, Henri Betti et Jo Charrier enregistrent la chanson avec l'orchestre de Jacques Hélian.
Le 5 mars 1947, Roger Varnay enregistre la chanson avec l'orchestre de Jo Privat.
La même année, Henri Decker enregistre la chanson avec l'orchestre de Louis Ledrich et Jean-Pierre Dujay enregistre la chanson avec l'orchestre de Jo Moutet.
Le 13 mai 1948, Henri Betti interprète la chanson au piano à l'émission de radio Un quart d'heure avec où il interprète aussi Mandarinade (paroles de Maurice Chevalier).
En 1948, Lucille Dumont enregistre la chanson. L'année suivante, elle enregistre avec l'orchestre d'Allan McIver (en) un autre succès d'Henri Betti : Maître Pierre (paroles de Jacques Plante).
En 1957, Andrex interprète la chanson avec l'orchestre de Georges Derveaux à l'émission 36 Chansons présentée par Jean Nohain.
En 1966, Rogers interprète la chanson avec l'orchestre de Raymond Lefebvre à l'émission Le Palmarès des chansons présentée par Guy Lux.
En 1981, Francis Linel interprète la chanson avec l'orchestre de Robert Quibel à l'émission Thé Dansant présentée par Jacques Martin. En 1985, l'orchestre de Robert Quibel joue la musique de la chanson à l'émission présentée par Charles Level où l'orchestre joue également Le Vrai Mambo.
En 1993, Charlotte Julian interprète la chanson avec l'orchestre de Jean Sala à l'émission La Chance aux chansons présentée par Pascal Sevran.

## Filmographie
En 1951, André Tabet fredonne la chanson dans le court-métrage Compositeurs et Chansons de Paris où il fredonne aussi La Chanson du maçon, Mais qu’est-ce que j’ai ? et C'est si bon.
En 1954, Maurice Chevalier fredonne la chanson dans le court-métrage Rendez-vous avec Maurice Chevalier n°2 où il fredonne aussi La Chanson du maçon et C'est si bon.